# ماشین مشتی ممدلی (فیلم)
ماشین مشتی ممدلی فیلمی به کارگردانی محمدرضا فاضلی و نویسندگی فریدون گله محصول سال ۱۳۵۳ است.

## داستان
دو گروه مختلف برای یافتن گنجینه‌ای رهسپار محلی در شهر چالوس می‌شوند. طی ماجراهایی گروه دیگری نیز به آنها ملحق شده و بالاخره گنجینه را یافته و متفقاً در اتومبیلی سوار می‌شوند. اتومبیل مشتی ممدلی آنها را مستقیماً به ادارهٔ پلیس می‌برد و معلوم می‌شود که دفینه متعلق به دولت است و یابندگان آن از جایزهٔ مخصوصی که به این منظور تعیین شده برخوردار می‌شوند.

## بازیگران
- محمدرضا فاضلی
- منصور سپهرنیا
- مستانه جزایری
- نوش‌آفرین
- شهرآشوب
- غلامحسین بهمنیار
- حسن رضایی
- منوچهر اخضرپور
- نعمت‌الله گرجی
- علی زاهدی
- گیتی بهشتی
- شهلا یوسفی
- بهزاد غفاری
- بلبل دانایی
- رضا شفیع
- غلامعلی گلچین
- شهاب مقدم
- حسن محمدی
- علی دهقان
- اکبر اصفهانی
- محمد گیلانی
- ساغر
- فرشته
- ذبیح‌الله ذبیح‌پور
- حسین قنبری
- احمد قبادی
- پروین ملکوتی